# Pistache
De pistache (Pistacia vera) is een kleine boom uit de pruikenboomfamilie (Anacardiaceae). De minder gebruikte Nederlandse naam is pimpernoot. De plant wordt ook wel 'echte pistache' genoemd om onderscheid te maken met soorten uit hetzelfde geslacht. De pistache komt van nature voor in Azië, maar wordt veel in Europa gekweekt vanwege de eetbare, groene zaden, die bijvoorbeeld in roomijs worden verwerkt.
Het woord pistache is afkomstig van het Perzische pista (پسته).

## Botanischebeschrijving
De boom kan 10 m hoog worden. De bladeren bestaan uit één tot vijf eironde blaadjes. Deze zijn grijsgroen van kleur en vallen in de winter af. Dit in tegenstelling tot de verwante mastiekboom (Pistacia lentiscus). De vruchten zijn eivormig, circa 2,5 cm lang en hebben een harde schil, die meestal opensplijt tijdens de groei. Ze bevatten groene zaden. Op de pistachenootjes kan zich tijdens de groei schimmel vormen die weer leidt tot de vorming van aflatoxine. Het is daarom af te raden nietgeopende noten open te breken voor consumptie. 

## Fabrieksproces (sorteren)
In de fabriek worden open en gesloten pistachenoten van elkaar onderscheiden door middel van geluid. Een gesloten pistachenoot maakt een ander geluid dan een open pistachenoot als deze valt op een blokje staal. Aan de hand daarvan kan met grote nauwkeurigheid worden nagegaan of de noot open of gesloten is. De Agricultural Research Service (Amerikaanse overheidsinstelling) kwam in december 2004 tot deze bevinding.

## Voedingswaarde
Pistachenoten bestaan voor bijna de helft uit vet en voor 20 procent uit eiwit, en bevatten daarnaast fosfor en ook de mineralen magnesium, ijzer, zink en calcium. Vitamine B1 is ook in ruime mate aanwezig.

## Wereldwijde productie
| Topproducenten van pistache 2018 | Topproducenten van pistache 2018 |
| Land                             | Productie (ton)                  |
| -------------------------------- | -------------------------------- |
| Iran                             | 551 307                          |
| Verenigde Staten                 | 447 700                          |
| Turkije                          | 240 000                          |
| China                            | 74 828                           |
| Syrië                            | 28 800                           |
| Griekenland                      | 8 558                            |
| Spanje                           | 8 277                            |
| Italië                           | 3 864                            |
| Marokko                          | 3 167                            |
| Afghanistan                      | 2 734                            |

- Bibliothèque nationale de France: cb13327444x (data)
- Gemeinsame Normdatei: 4311048-4
- Library of Congress Control Number: sh85102465
- Nationale Bibliotheek van Letland: 000330504
- Nationale Bibliotheek van Israël: 987007550814005171